# Севмашвтуз
«Севмашвтуз» — филиал Северного Арктического Федерального Университета в городе Северодвинске. Технический вуз, проводящий подготовку и переподготовку специалистов для предприятий Государственного Российского центра атомного судостроения (ГРЦАС) в областях судостроения, машиностроения, приборостроения, экономики и управления.
Создан в 1965 году на базе Северодвинского вечернего филиала Ленинградского кораблестроительного института.
В 2010 году обучалось около 4 тыс. студентов.
«Севмашвтуз» являлся филиалом федерального государственного бюджетного образовательного учреждения высшего профессионального образования «Санкт-Петербургский государственный морской технический университет» в г. Северодвинске. Ликвидирован согласно Приказу Минобрнауки России № 302 17 апреля 2012 года. Имущество передано в Северный (Арктический) федеральный университет имени М. В. Ломоносова, студентам предложено перевестись в САФУ, либо в СПбГМТУ. Создан институт судостроения и морской арктической техники Северного (Арктического) федерального университета.

## Уровни подготовки
- Рабочий;
- специалист со средним профессиональным образованием;
- специалист с высшим профессиональным образованием — бакалавр;
- специалист с высшим профессиональным образованием — дипломированный специалист.

## Факультеты
- Экономики и управления
  - Кафедра Менеджмента
  - Кафедра Информационных технологий и систем в экономике
  - Кафедра Экономики
  - Кафедра Бухгалтерского Учёта и финансов
- Кораблестроения и океанотехники
  - Кафедра Проектирования подъемно-транспортного и технологического оборудования
  - Кафедра Судовой электроэнергетики и электротехники
  - Кафедра Океанотехники и энергетических установок
  - Кафедра Промышленного и гражданского строительства верфи
  - Кафедра Автоматики и управления в технических системах
  - Кафедра Судостроительного производства
  - Кафедра Технологии металлов и машиностроения
- Повышения квалификации руководящих работников и специалистов
- Естественнонаучный
  - Кафедра Прикладной информатики
  - Кафедра Социологии и философии
  - Кафедра Физики
  - Кафедра Математики
  - Кафедра Психологии, педагогики, истории и филологии
  - Кафедра Информационных систем и технологий
  - Кафедра Защиты среды и реновации техники
  - Кафедра Оборудование и технология сварочного производства
  - Кафедра Инженерной и компьютерной графики
  - Кафедра Прикладной математики
  - Кафедра Физического воспитания
  - Кафедра Иностранных языков
  - Кафедра Автоматизированные системы технической подготовки производства
  - Кафедра Инженерной защиты среды и реновации техники

## Ректоры
- Е. П. Егоров[1]
- В. С. Тюшев[1]
- В. И. Васильев[1]
- В. В. Макаров (1988-2006)[1]
- С. В. Горин (2006-)[1]